# Музыка Древнего Египта

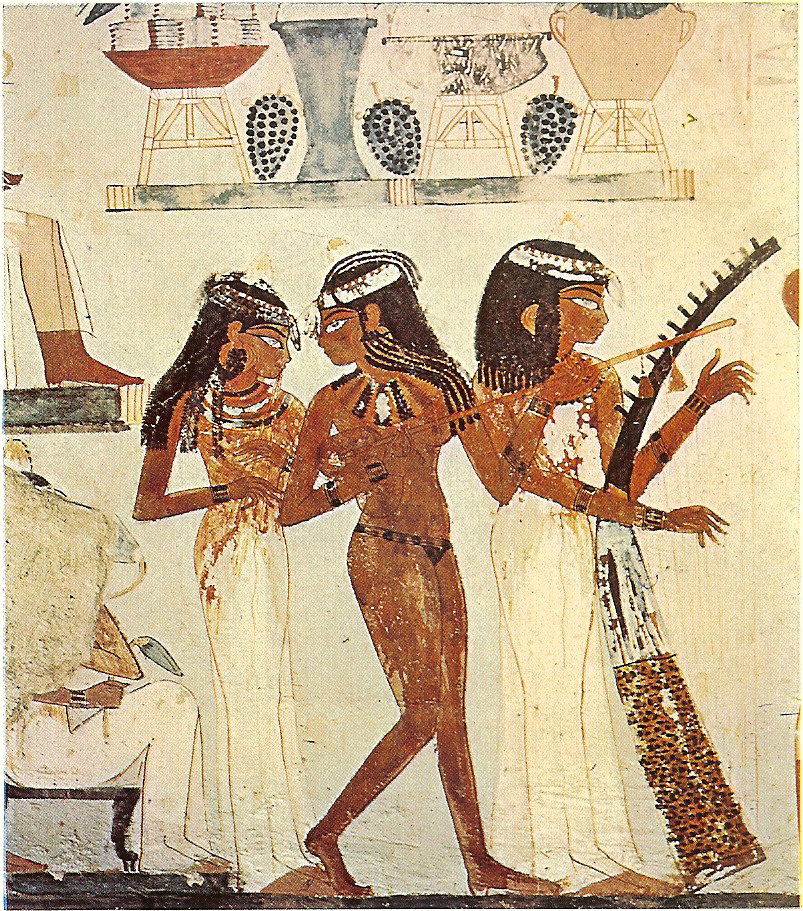
Три музыкантши. Рисунок из гробницы Нахта, ок. 1422—1411 годы до н. э.

Музыка Древнего Египта занимала важное место в культуре и общественной жизни страны. Вначале музыка не играла важной роли в песнях — музыканты лишь аккомпанировали певцам, на которых и было сосредоточено всё внимание. Но уже в период правления XVIII династии музыка отделилась от песен и начала свой самостоятельный путь развития.

## Музыкальные инструменты
Одними из древнейших древнеегипетских музыкальных инструментов являются арфа и флейта. Флейты могли быть разных размеров: простые и, появившиеся во время правления XII династии, двойные флейты. Самые первые известные миру флейты изготовлены в период правления IV династии в Верхнем Египте, а трубы — в правление VIII династии и использовались только в армии. Боевые серебряные трубы обнаружены в гробнице Тутанхамона (KV62).
Особо важную роль занимала духовная музыка — при её исполнении главным инструментом был систр. Совместное звучание систра и мената (считался женским музыкальным инструментом) имитировало шорох зарослей папируса при дуновении ветра.
В ударной музыке первостепенная роль принадлежала тамбурину — излюбленному музыкальному инструменту бога Беса.
Самым древним струнным инструментом считается арфа, чьей родиной как раз и является Древний Египет. Во времена Древнего царства на арфе обычно играли только женщины, которые аккомпанировали мужчинам-певцам.

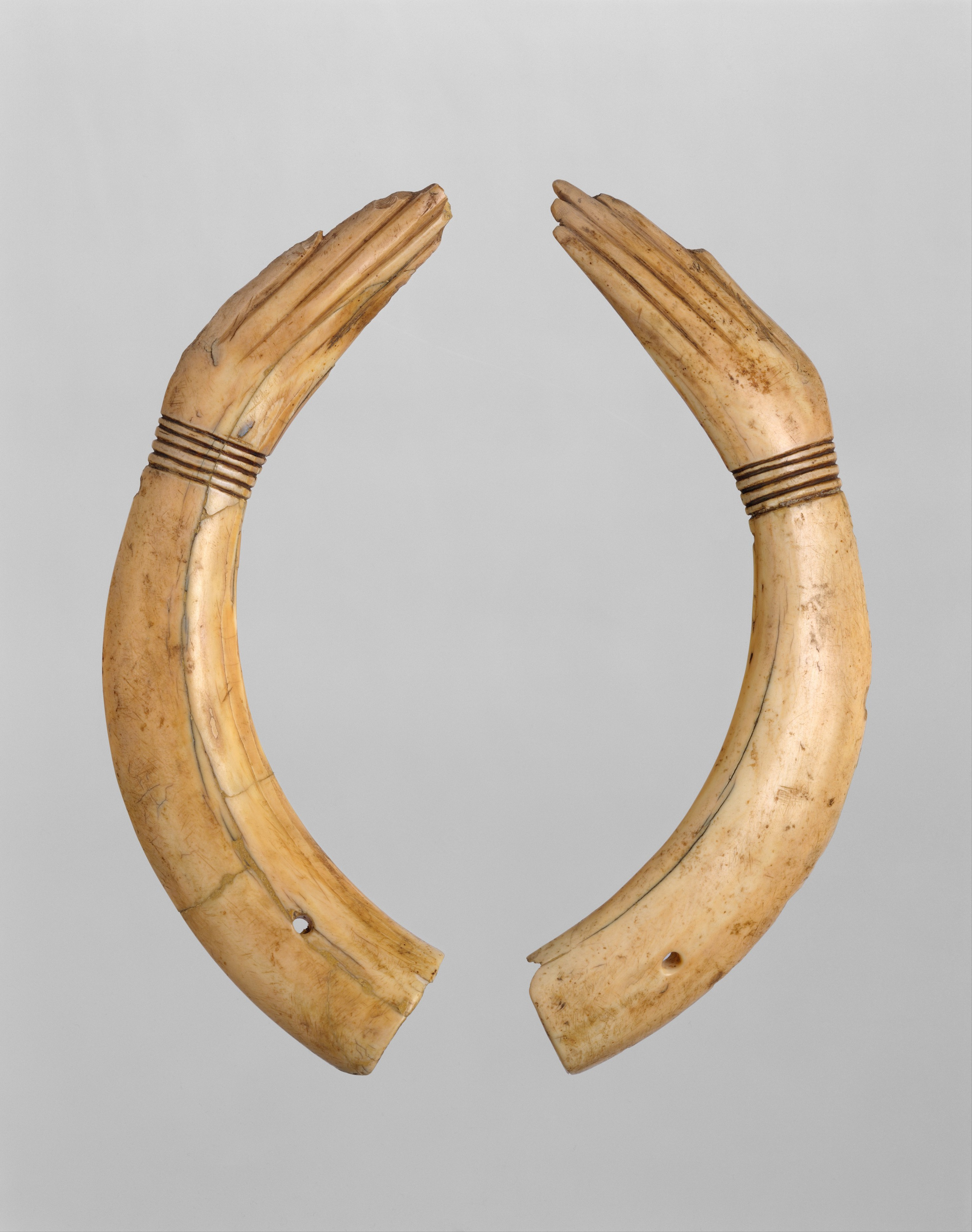
Трещотки из клыков бегемота амарнского периода, ок. 1353 –1336 годы до н.э. Метрополитен-музей
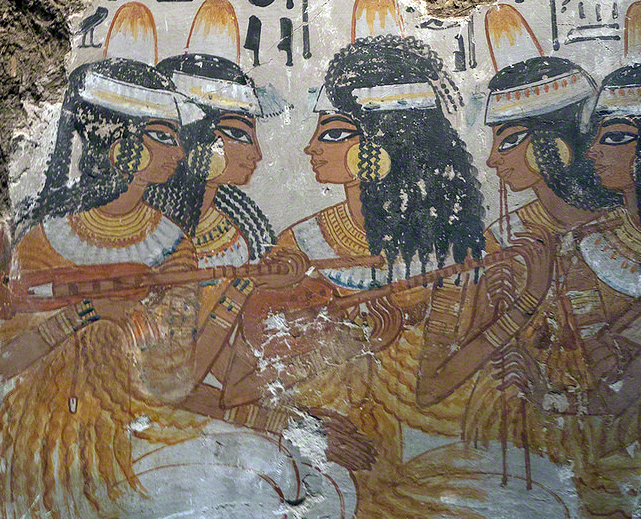
Рисунок из гробницы Небамона, ок. 1350 год до н.э.
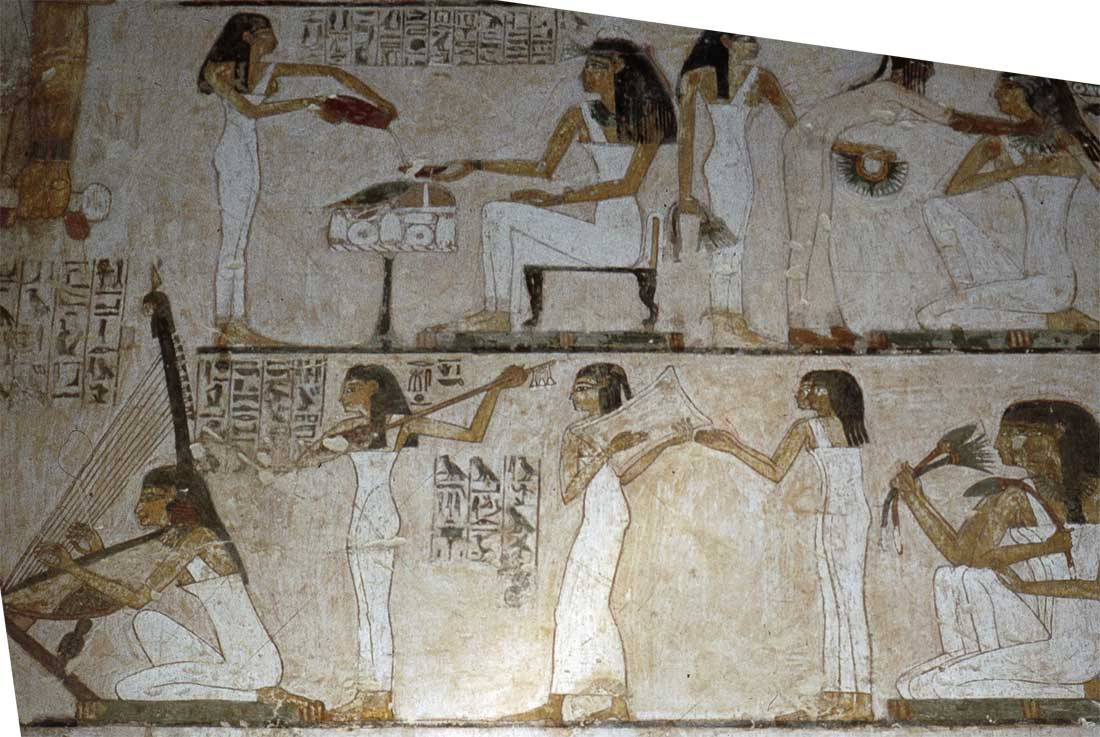
Внизу: арфа, лютня, тамбур, женщины хлопают в ладоши из гробницы Рехмира (TT100). ок. 1549 /1550 – 1292 до н. э.
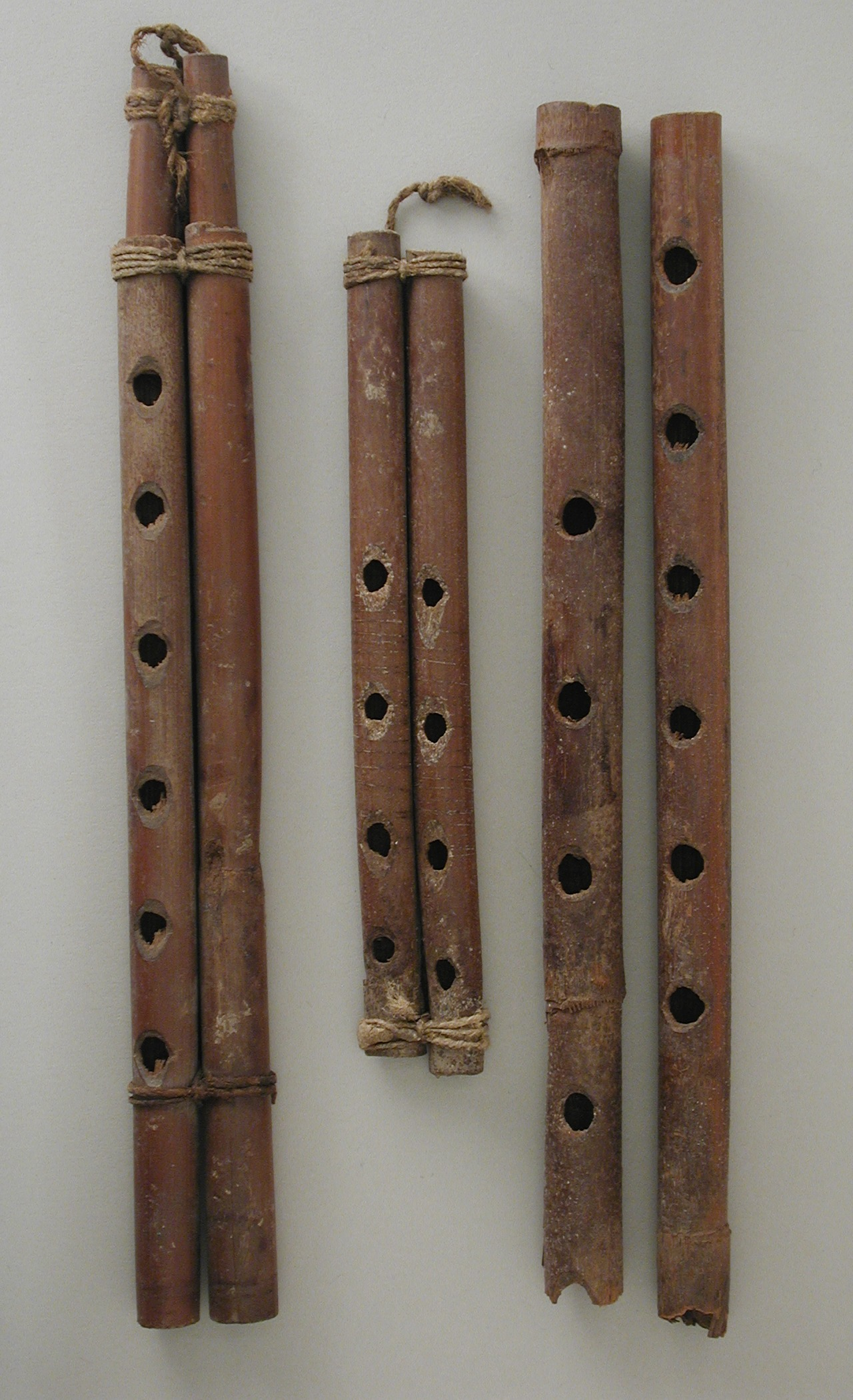
Тростниковые флейты и дудки ок. 1537 - 1531 годов до н.э. Музей искусств округа Лос-Анджелес
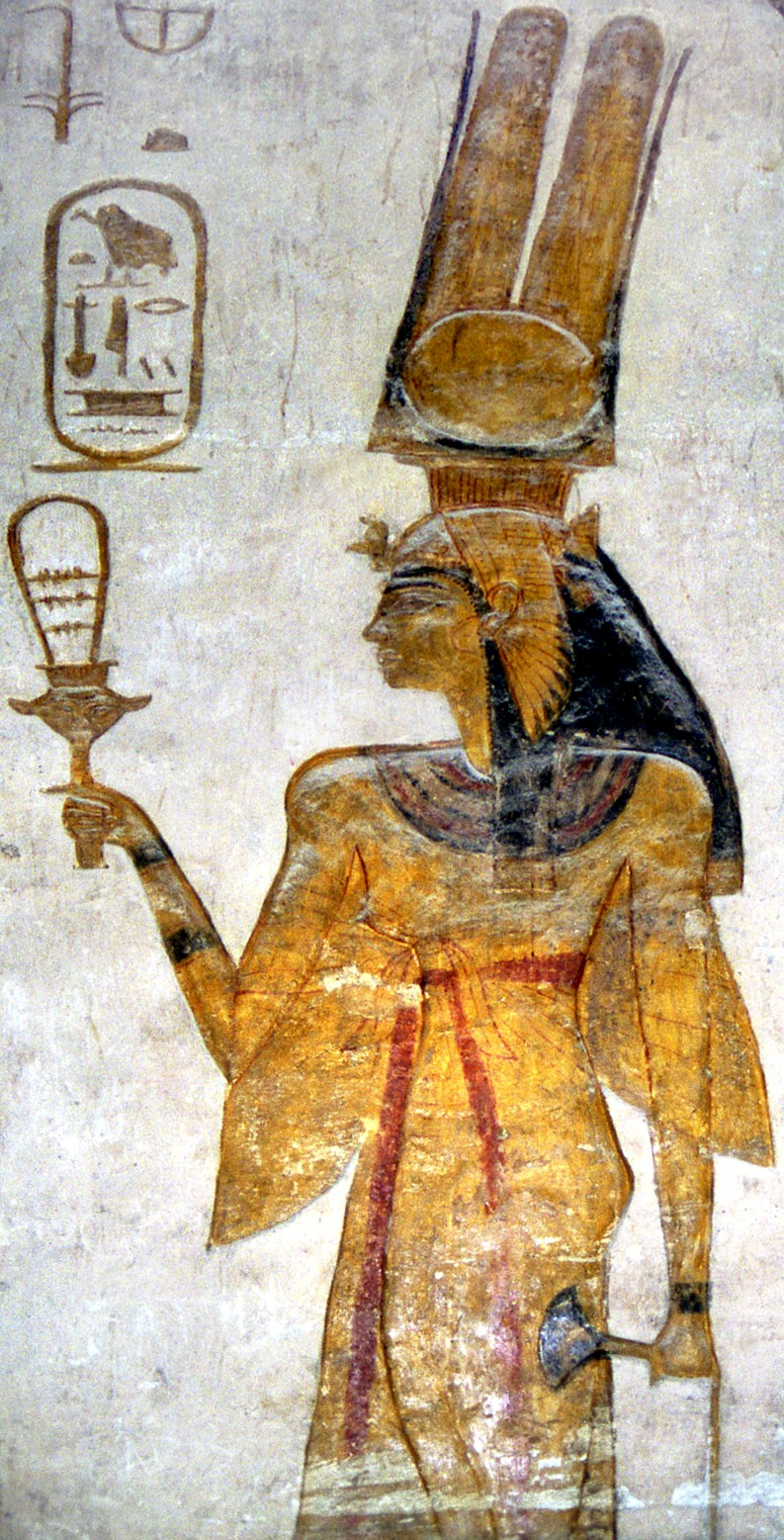
Царица Нефертари Меренмут с систром в руке, храм Абу-Симбел
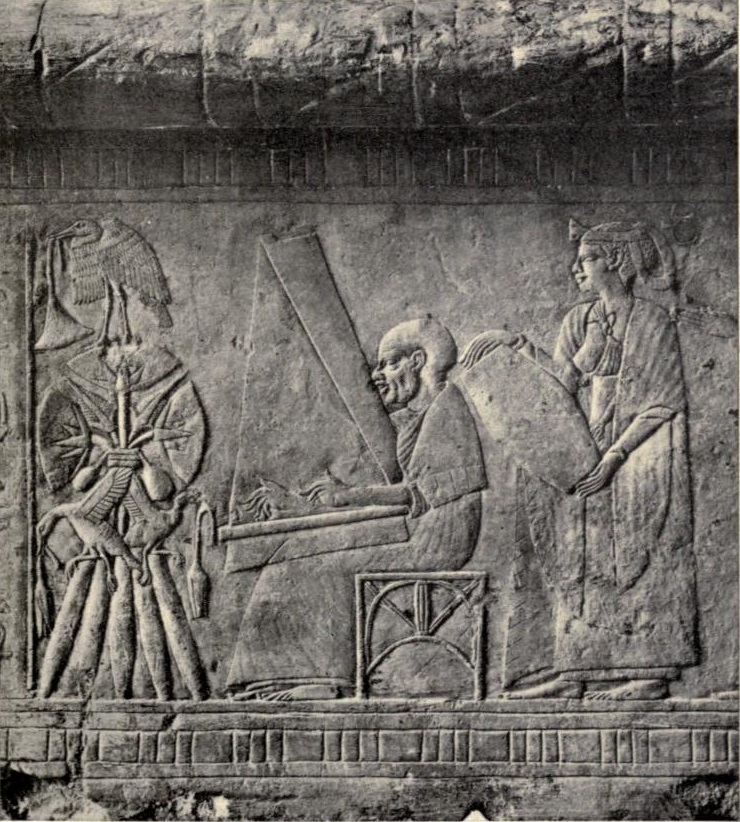
Пожилой арфист и женщина, бьющая в барабан. XXVI династия. Александрийский музей
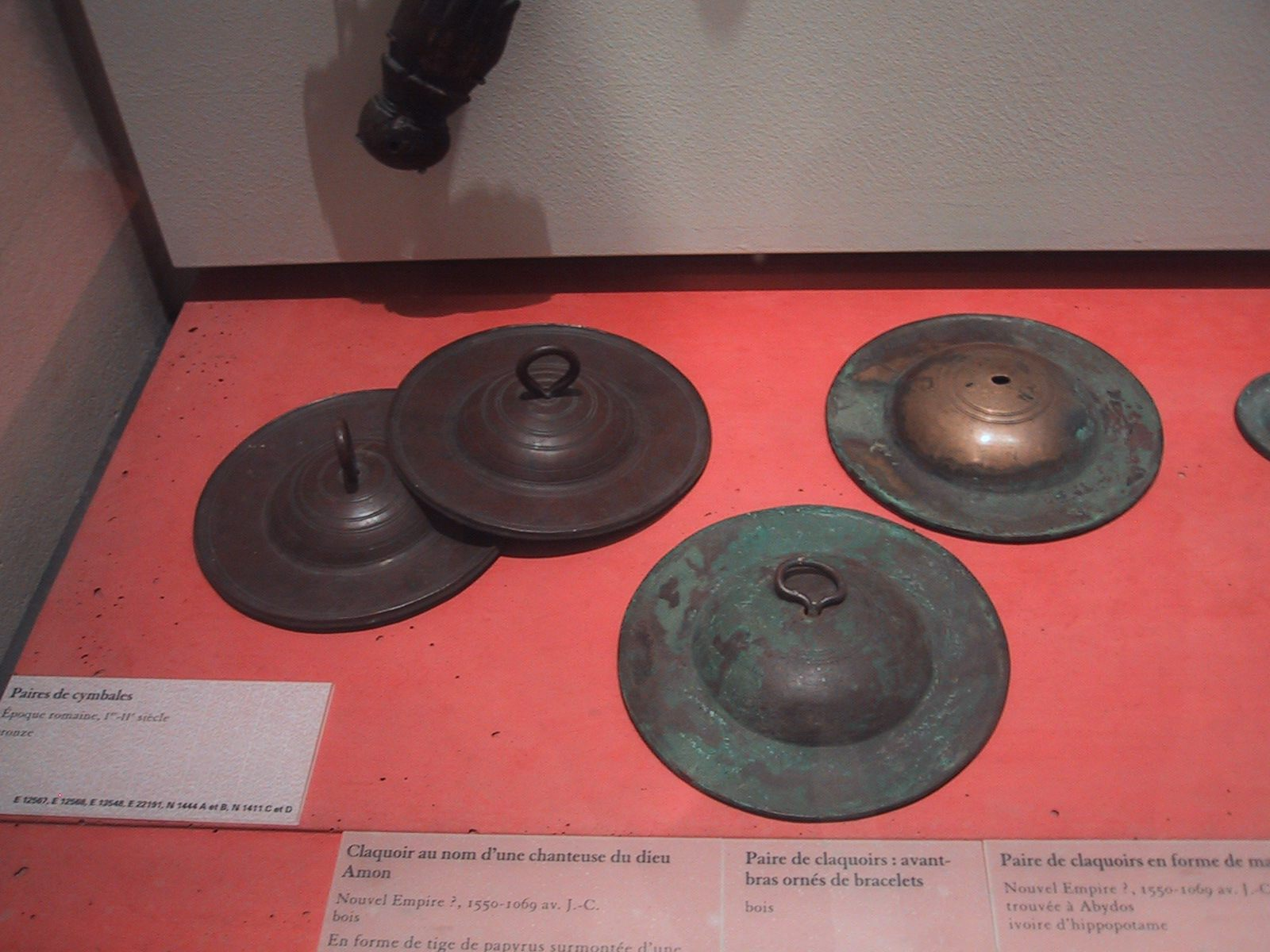
Кимвалы. Лувр
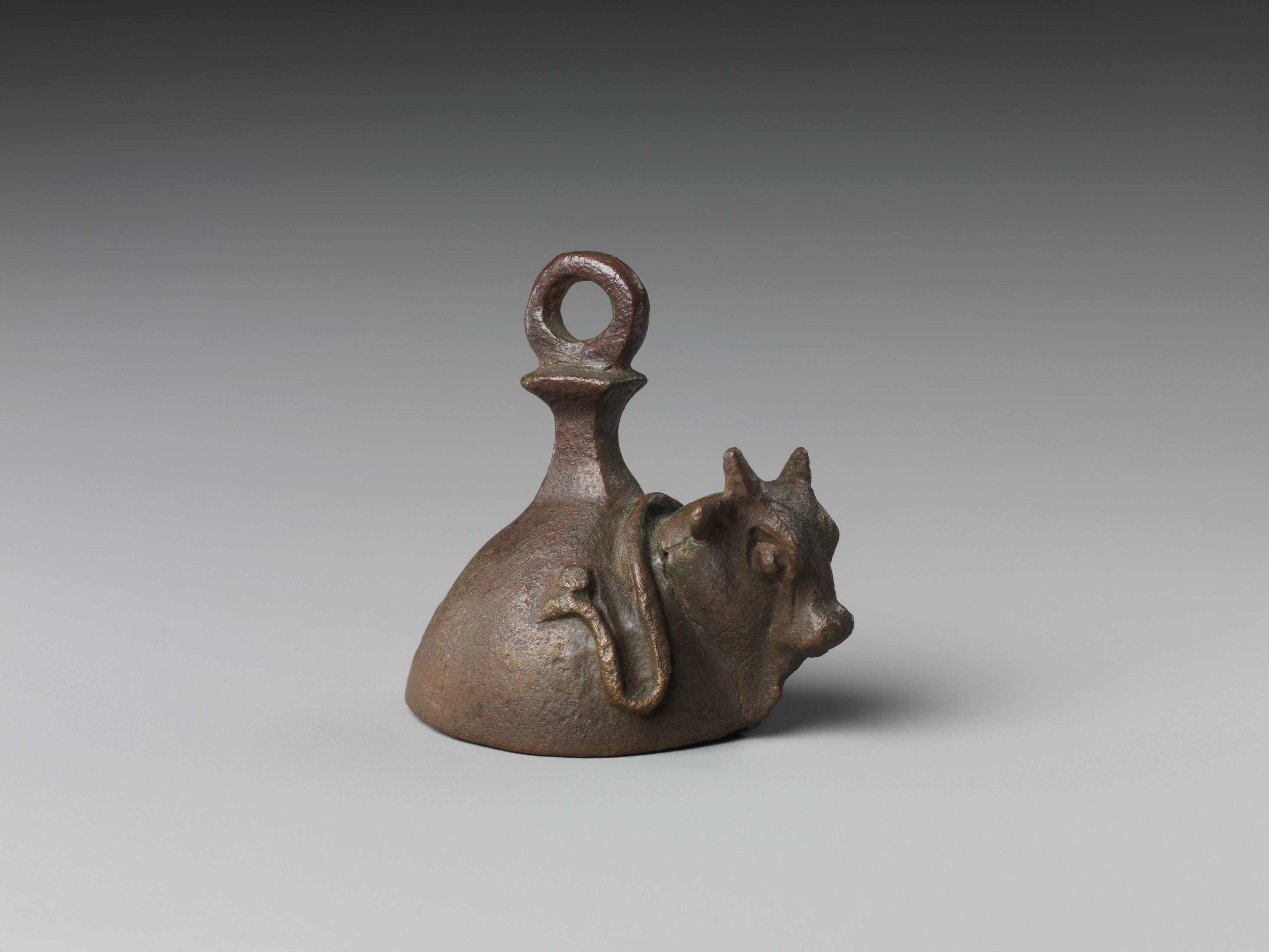
Колокольчик в виде быка 332–30 годов до н.э.

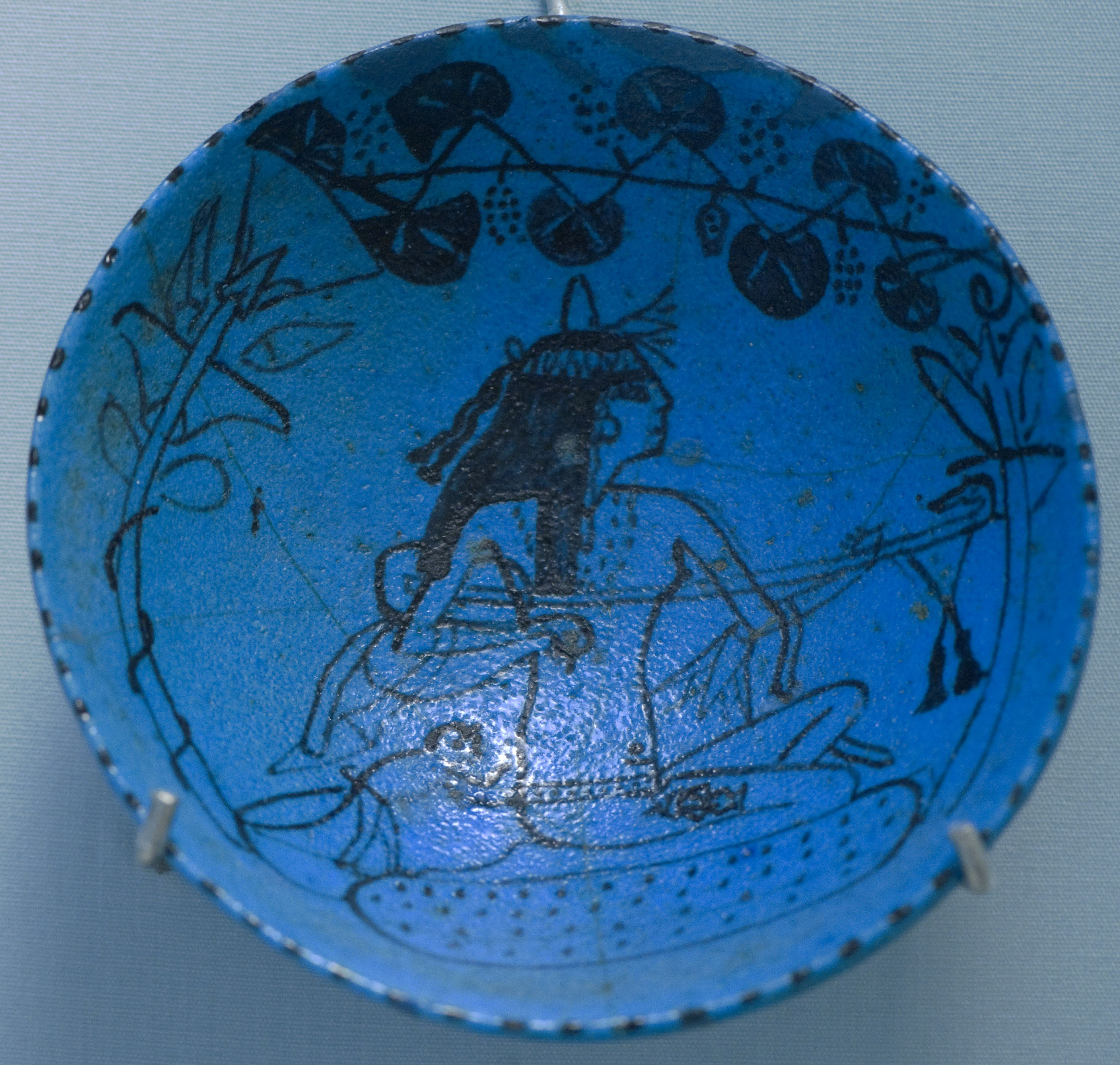
Лютнистка под виноградом с татуировкой Беса на бедре (ок. 1400—1300 годы до н. э.). Национальный музей этнологии (Нидерланды)

## Артисты
Танцоры, артисты или служители отдельных культов (Хатхор, Бес) наносили на свои тела простые татуировки: точки и кружки на руки, бедро, живот, подбородок.